# 獨角兕大王
獨角兕大王（独角兕大王、どっかくじだいおう）は、中国の伝奇小説『西遊記』に登場する魔王。青牛怪（せいぎゅうかい）とも。金兜山金兜洞（きんとうざんきんとうどう）を住処としている。兜は正しくは山編に兜。
点鋼槍（てんこうそう）という長槍を武器とする他、相手の武器、水や炎、孫悟空の化身、お釈迦の砂も奪い取ることのできる白く光る輪「金剛琢（こんごうたく）」を所持している。
本相は太上老君の乗り物である青牛で、看守が寝ていたうちに下界に逃げてきた。つまり、金剛琢も本来は太上老君が持つ錬成物である。彼によると、それさえあれば何者も近づくことができない。

## エピソード
獨角兕大王に三蔵たちを捕えられた孫悟空は、獨角兕大王に勝負を挑むも金剛琢により如意棒を奪われたため退却する。
その後、天界に哪吒太子を始めとする援軍を要請するも、獨角兕大王の金剛琢で次々に武器を奪われてしまった。
万策尽きた頃に、如来から「太上老君を頼れ」との助言を伝えられる。太上老君に事情を話したところ、獨角兕大王の正体が判明した。そして、獨角兕大王を誘き寄せ、太上老君の力で捕えることに成功する。
これによって獨角兕大王は元の青牛に戻され、太上老君に引かれながら天界に帰っていった。